# Florensovite
La florensovite (simbolo IMA: Frs) è un minerale molto raro del supergruppo dello spinello e in particolare dei tiospinelli, nella cui famiglia occupa un posto nel sottogruppo della carrollite. Rientra nella classe dei minerali "solfuri e solfosali" con la composizione chimica Cu(Cr1,5Sb0,5)S4 o semplicemente Cu(Cr,Sb)2S4 e quindi, da un punto di vista chimico, è un solfuro di rame-cromo, in cui una piccola parte del cromo è sostituito dall'antimonio. Gli elementi indicati tra parentesi possono scambiarsi l'un l'altro nella formula, ma sono sempre nella stessa proporzione con gli altri componenti del minerale.

## Etimologia e storia
La florensovite è stata scoperta per la prima volta nella cava di marmo del Pereval vicino a Sljudjanka vicino al lago Bajkal, nella regione russa della Siberia Orientale. L'analisi e la prima descrizione sono state effettuate da L. Z. Reznitsky, E. V. Sklyarov, L. F. Piskunova, Z. F. Ushapovskaya, che chiamò il minerale in onore del geologo sovietico Nikolaj Aleksandrovič Florensov (in russo: Николая Александровича Флоренсова; 1909-1986). Fu professore all'Università statale di Irkutsk, membro corrispondente dell'Accademia russa delle scienze e fondatore della Scuola Siberiana di Neotettonica e Geomorfologia.
Nel 1987, il team di mineralogisti di Reznitsky presentò i risultati dei saggi e il nome scelto all'Associazione Mineralogica Internazionale (numero di ingresso interno dell'IMA: 1987-012), che riconobbe la florensovite come specie minerale indipendente. La prima descrizione è stata pubblicata due anni dopo sulla rivista russa Sapiski Vsessoyusnogo Mineralogicheskogo Obshchestva (in russo: Записки Всесоюзного Минералогического Общества, in inglese: Zapiski Vsesoyuznogo Mineralogicheskogo Obshchestva) ed è stata pubblicata nel 1990 con la pubblicazione New Mineral Names sulla rivista in lingua inglese American Mineralogist.
Il campione tipo del minerale è esposto nel Museo Geologico della Siberia Centrale di Novosibirsk e nella Collezione Mineralogica dell'Università Mineraria Statale di San Pietroburgo (ex Istituto Minerario Statale) di San Pietroburgo con la collezione nº 2077/1–2.

## Classificazione
La classificazione strutturale dell'IMA include la florensovite nel supergruppo spinello, dove forma il "sottogruppo carrollite" all'interno dei "tiospinelli" insieme a carrollite, cuproiridsite, cuprokalininite, fletcherite, malanite, rhodostannite e toyohaite (a partire dal 2019).
La sistematica minerale, che inizialmente viene classificata in base alla composizione chimica, classifica la florensovite nella classe minerale di "solfuri e solfosali".
Poiché la florensovite è stata riconosciuta come minerale indipendente solo nel 1987, non è ancora elencata nell'8ª edizione della sistematica dei minerali secondo Strunz, che è diventata obsoleta dal 1977. Solo nella Sistematica dei lapis (Lapis-Systematik) di Stefan Weiß, che si basa ancora su questa vecchia edizione di Struna per rispetto verso i collezionisti privati e le collezioni istituzionali, il minerale ha ricevuto il sistema e il minerale nº II/D.01-50. In questa Sistematica ciò corrisponde a quello della divisione dei "Solfuri con [il rapporto di sostanza] metallo : S,Se,Te < 1 : 1'", dove la florensovite insieme a bornhardtite, cadmoindite, carrollite, cuprokalininite, daubréelite, fletcherite, greigite, indite, kalininite, linnaeite, polidimite, siegenite, trüstedtite, tyrrellite e violarite forma il "gruppo della linnaeite" (a partire dal 2018).
D'altra parte, la 9ª edizione della sistematica minerale di Strunz, in vigore dal 2001 e aggiornata dall'IMA fino al 2024, classifica la florensovite nella divisione dei "solfuri metallici con M:S = 3:4 e 2:3". Questa è ulteriormente suddivisa in base all'esatto rapporto delle sostanze, in modo che il minerale possa essere trovato in base alla sua composizione nella suddivisione "M:S = 3:4", dove si trova insieme a bornhardtite, cadmoindite, carrollite, cuproiridsite, cuprorhodsite, daubréelite, ferrorhodsite (non più riconosciuta come minerale a sé perché identica alla cuprorhodsite; IMA 2017-H), fletcherite, greigite, indite, kalininite, linnaeite, malanite, polidimite, siegenite, trüstedtite, tyrrellite, violarite e xingzhongite con le quali forma il sistema nº 2.DA.05.
La classificazione dei minerali di Dana, utilizzata principalmente nel mondo anglosassone, elenca anch'essa la florensovite nella classe dei "minerali solfuri". Anche qui è nel "Gruppo della Linnaeite (Isometrico: Fd3m)" con il sistema nº 02.10.01 all'interno della suddivisione "Solfuri – compresi seleniuri e tellururi – con composizione AmBnXp, con (m+n):p = 3:4".

## Chimica
Nella composizione idealizzata (teorica) della florensovite con la composizione semplificata Cu(Cr,Sb)2S4, il minerale è costituito da rame (Cu), cromo (Cr) e antimonio (Sb), oltre a zolfo (S). Nella formula Cu(Cr1,5Sb0,5)S4 riconosciuta dall'IMA, cromo e antimonio formano un rapporto di sostanza di 1,5 : 0,5 o intero espresso come 3:1. Questa composizione corrisponde a una frazione di massa (in peso%) del 19,22% in peso di rame, del 23,59% in peso di cromo, del 18,41% in peso di antimonio e del 38,79% in peso di zolfo.
Un totale di 39 analisi con microsonde su campioni di minerali naturali provenienti dalla località tipo Sljudjanka in Siberia ha rivelato una composizione leggermente diversa di 18,80% in peso di rame, 24,24% in peso di cromo, 19,17% in peso di antimonio e 38,45% in peso di zolfo, nonché un ulteriore basso contenuto di 0,75% in peso di zinco e 0,02% in peso di vanadio. Questi valori corrispondono alla formula empirica:
{\displaystyle \mathrm {Cu_{0.972}Zn_{0.038}Cr_{1.531}Sb_{0.517}V_{0.001}S_{3.940}} }
La florensovite forma una serie completa di cristalli misti con kalininite (ZnCr2S4), con un rapporto Cu:Sb costante di 2:1.

## Abito cristallino
La florensovite cristallizza nel sistema cristallino cubico nel gruppo spaziale Fd3m (gruppo nº 227) con la costante di reticolo a = 10,01 Å e 8 unità di formula per cella unitaria. Finora è stata trovata solo sotto forma di grani simili a scorie fino a circa 0,8 mm di dimensione e rivestimenti crostosi su eskolaite e karelianite.

## Proprietà
Cu(Cr,Sb)2S4 è uno dei pochi composti con forti proprietà magnetiche, anche se nessuno degli elementi noti per essere ferromagnetici, cioè il ferro, il cobalto e il nichel, sono coinvolti.
Con una durezza Mohs pari a 5, la florensovite è uno dei minerali medio-duri che, come il suo minerale di riferimento della stessa durezza (l'apatite), può ancora essere graffiato con un coltellino tascabile. Il minerale manca di una sfaldatura osservabile, ma reagisce in modo fragile alle sollecitazioni meccaniche.

## Origine e giacitura
La florensovite si è formata nelle rocce meta-sedimentarie ricche di cromo e vanadio del complesso di granulite di Slyudyanka a sud del lago Bajkal, nella regione russa della Siberia. La roccia risultante è formata principalmente dai minerali calcite, diopside e quarzo. Altre paragenesi della florensovite includono i minerali franklinite e magnesiocromite, che appartengono anche al gruppo degli spinelli, i minerali uvarovite e goldmanite, che appartengono al gruppo dei granati, così come apatite, barite, calcopirite, ilmenite, cristalli misti karelianite-eskolaite, pirrotite, pirite, tremolite e zircone.
La cava di marmo di Pereval vicino a Sljudjanka, che è considerata la località tipo, è l'unico sito noto per la florensovite.

## Forma in cui si presenta in natura
Il minerale è opaco in ogni forma e mostra una lucentezza da diamantata a metallica sulle superfici dei grani neri, che sono anche color crema chiaro alla luce incidente. Anche il colore dello striscio è nero.